# Uson
Uson is een gemeente in de Filipijnse provincie Masbate op het gelijknamige eiland Masbate. Bij de census van 2020 telde de gemeente ruim 57 duizend inwoners.

## Geografie

### Bestuurlijke indeling
Uson is onderverdeeld in de volgende 35 barangays:
| - Arado - Armenia - Aurora - Badling - Bonifacio - Buenasuerte - Buenavista - Campana - Candelaria - Centro - Crossing - Dapdap | - Del Carmen - Del Rosario - Libertad - Mabini - Mabuhay - Madao - Magsaysay - Marcella - Miaga - Mongahay - Morocborocan - Paguihaman | - Panicijan - Poblacion - Quezon - San Isidro - San Jose - San Mateo - San Ramon - San Vicente - Santo Cristo - Sawang - Simawa |

### Bevolkingsgroei
Uson had bij de census van 2020 een inwoneraantal van 57.166 mensen. Dit waren 998 mensen (1,78%) meer dan bij de vorige census van 2015. Ten opzichte van de census van 2000 was het aantal inwoners gegroeid met 13.341 mensen (30,44%). De gemiddelde jaarlijkse groei in die periode kwam daarmee uit op 1,34%, hetgeen lager was dan het landelijk jaarlijks gemiddelde over deze periode (1,79%).

De bevolkingsdichtheid van Uson was ten tijde van de laatste census, met 57.166 inwoners op 163,2 km², 350,3 mensen per km².